# 鶉螺總科
鶉螺總科（學名：Tonnoidea）是一個海螺的總科，是玉黍螺類支序的海洋腹足綱軟體動物。舊屬中腹足目及吸螺目，本總科包括多個體型很大的物種，最長可達40 cm。生活於熱帶海域及亞熱帶的淺海。

## 命名問題
作為玉黍螺類支序以下的一個總科，按WoRMS，本分類的命名有兩個主流意見：
- 在布歇特和洛克羅伊的腹足類分類 (2005年)訂立分類時，作者依從Riedel (1995)，將唐冠螺科列作鶉螺科（Tonnidae Suter, 1913）之下的一個亞科（Cassinae Latreille, 1825）[2][3]，所以整個總科都以鶉螺科的名稱命名。他們認為這樣做能夠包含較多的分類單元，保持與較早期由提艾利提出的分類法相容[2]。這個決定在他們於2017年發表的分類中也沒有改變[4]。
- 其他意見認為冠螺科 Cassidae Latreille, 1825在當時主流意見已認為應該從鶉螺科之下獨立出來成為一個科，所以這個分類單元應該叫作「冠螺總科」[5][6]；

兩種意見在不同國家有不同的優勢，所以有可能在某些語言的文獻會較傾向使用一種名稱，而將另一種名稱視為異名。

## 型態特徵
本物種螺殼的手性均為右旋。體型通常很大，可高長達40厘米。有口蓋，還有長長的水管溝。外殼比較厚。頭部有長鼻，可伸出螺殼幫助捕食。

## 生活方式
本總科物種生活於熱帶海域及亞熱帶的淺海廣泛分佈，通常在柔軟的基質上被發現。其捕食對象一般都是棘皮動物，包括有：海參、海星、海膽以及其他軟體動物。

## 系統分類
本總科包括下列七個科：
- 蛙螺科 Bursidae Thiele, 1925[7]:158：又名沖螺科[8]:50
- 唐冠螺科 Cassidae Latreille, 1825[7]:171：又名冠螺科
- Laubierinidae Warén & Bouchet, 1990
- 扭法螺科 Personidae Thiele, 1925[7]:169
- 皮山螺科 Pisanianuridae Warén & Bouchet, 1990
- 法螺科 Ranellidae Gray, 1854[7]:148
- 鶉螺科 Tonnidae Suter, 1913[7]:175[8]:50

這七個科按其棲息環境還可以分為兩類：
- 深海棲：只有Laubierinidae及皮山螺科（Pisanianuridae）這兩個科，及
- 淺海棲：餘下的五個科。

在一份預期在2019年1月出版的期刊中，原來的兩個深海棲的科會合併成一個；而餘下的物種會重整為八個科。詳細如下：
- 蛙螺科 Bursidae Thiele, 1925
- 唐冠螺科 Cassidae Latreille, 1825
- 大法螺科 Charoniidae Powell, 1933：只包含大法螺屬（Charonia Gistel, 1848）一個屬[10]。
- 嵌線螺科 Cymatiidae Iredale, 1913 (1854)
- Laubierinidae Warén & Bouchet, 1990：原皮山螺科（Pisanianuridae）成員合併至此。
- 扭法螺科 Personidae Gray, 1854
- 法螺科 Ranellidae Gray, 1854
- Family Thalassocyonidae F. Riedel, 1995[3]
- 鶉螺科 Tonnidae Suter, 1913

## 外部連結
- 維基物種上的相關：鶉螺總科
- MarBEF Data System（页面存档备份，存于）